# Osamu Dazai
Osamu Dazai (太宰 治 Dazai Osamu, pseudonimo di Shuji Tsushima; Kanagi, 19 giugno 1909 – Tokyo, 13 giugno 1948) è stato uno scrittore giapponese.

## Biografia

### L'infanzia e gli studi
Osamu Dazai nacque a Kanagi, nella prefettura di Aomori, il 19 giugno 1909 decimo di undici fratelli. Suo padre, proprietario terriero benestante e impegnato uomo politico, non fu una figura molto presente e Dazai venne cresciuto soprattutto dalla servitù.
Durante la Scuola Superiore di Hirosake, il giovane Dazai si distinse già per le sue doti letterarie, ma anche per la sua disperazione e la sua dissolutezza che ne caratterizzarono l'intera esistenza: prima dei vent'anni tentò due volte il suicidio. Nel 1930 si iscrisse all'università di Tokyo, facoltà di Letteratura Francese. Durante questo periodo Dazai si avvicinò al Marxismo, tuttavia il suo impegno politico sarebbe presto terminato in una totale sfiducia nelle istituzioni.
Nel 1931 sposò Oyama Hatsuyo. Successivamente avrebbe detto che quello “fu un periodo veramente spudorato e imbecille. Ovviamente mi presentavo di rado a lezione. Aborrivo ogni tipo di impegno e passavo il mio tempo con indifferenza oziando qui e là con Hatsuyo”. In quel periodo, prima di sposarsi, Dazai tentò nuovamente di suicidarsi. Aveva conosciuto una barista diciannovenne, Tanabe Shimeko: trascorsero due giorni abusando di alcool e barbiturici, dopodiché si gettarono in mare. Solo Shimeko morì.
Sempre durante il periodo universitario, conobbe il suo mentore ed eroe letterario Masuji Ibuse, di cui aveva letto un romanzo, Sanshouo, per la prima volta all'età di quattordici anni, rimanendone folgorato.

### Una vita dissoluta
Nel 1935 abbandonò gli studi dedicandosi completamente alla vita letteraria, per la quale cominciò a farsi notare quando i suoi racconti vennero finalmente pubblicati sulle riviste. Sempre in quell'anno tentò nuovamente di togliersi la vita, lasciando in una busta una serie di dodici poesie da pubblicarsi postume, con il titolo Gli anni del declino.
A questo quinto tentativo di suicidio seguirono altre difficoltà nella vita del giovane scrittore. In seguito ad un ricovero per appendicite, era diventato morfinomane e fu costretto a passare quasi due anni dentro e fuori dagli ospedali prima di disintossicarsi. Durante questo periodo Hatsuyo lo tradì con il suo migliore amico. Quando Dazai lo venne a sapere tentò di commettere un doppio suicidio con la moglie, mediante overdose di sonniferi, ma il tentativo fallì anche questa volta e i due divorziarono.
L'anno dopo, il 1937, Dazai si sposò con Ishihara Michiko.

### Gli anni della Guerra
La selvaggia dissolutezza della sua vita gli diede molta notorietà, ma gli attirò contro anche non poche antipatie, specialmente nel clima austero che precedette la guerra contro gli Stati Uniti. Nel 1941 divenne padre per la prima volta quando nacque sua figlia Sonoko.
Durante la seconda guerra mondiale, dalla quale fu esentato a causa di una malattia polmonare cronica, Dazai continuò a pubblicare, anche se fu costretto dai bombardamenti a spostarsi da una zona all'altra del paese. Divenne padre per la seconda volta, con il suo primo figlio maschio Masaki, nato nel 1944.

### Il dopoguerra
Il periodo di più intensa attività letteraria tuttavia fu il dopoguerra. Nel 1947, oltre al racconto La moglie di Villon, scrisse il celebre romanzo Il sole si spegne. In quell'anno nacque anche la sua terza figlia, Satoko, che sarebbe poi diventata scrittrice con lo pseudonimo di Yūko Tsushima.
Il secondo romanzo, Lo squalificato, uscì l'anno seguente e secondo alcuni critici supera addirittura il precedente. Sempre nel 1948 cominciò anche a pubblicare un terzo romanzo a puntate dal titolo inglese Good Bye, che rimase incompiuto.
In seguito la vita sregolata, il gran lavoro e l'insonnia gli provocarono un grave esaurimento e la sua salute peggiorò. Da sempre gran bevitore, Dazai divenne alcolista ed ebbe un figlio illegittimo con un'ammiratrice. Si ripresentò inoltre la tubercolosi, di cui aveva sofferto prima della guerra e che Dazai sosteneva di aver debellato bevendo.

### La fine

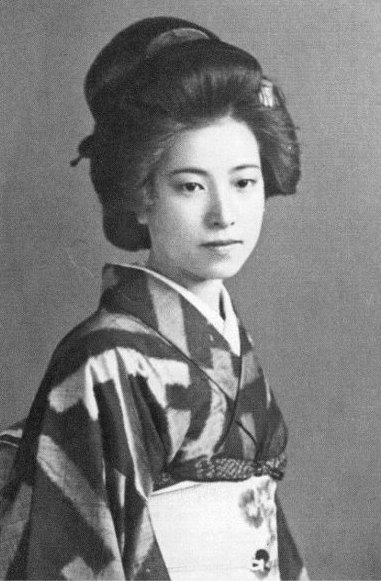
Tomie Yamazaki

In questo periodo Dazai conobbe Tomie Yamazaki, estetista e vedova di guerra, con la quale andò a vivere abbandonando moglie e figli. Fu proprio con Tomie che il 13 giugno 1948 riuscì infine a suicidarsi gettandosi nel bacino di Tamagawa, a Tokyo. I corpi dei due amanti furono ritrovati sei giorni dopo, il 19 giugno 1948, giorno del trentanovesimo compleanno di Dazai.

## Opere
- Corri Melos! (走れメロス Hashire Merosu!), 1940. Roma, Atmosphere libri, 2017, inserito nell'antologia Lo scudo dell'illusione. Racconti fantastici della letteratura giapponese moderna.
- Tsugaru (津軽 Tsugaru), 1944. Torino, Lindau, 2024.
- La moglie di Villon  (ヴィヨンの妻 Viyon no tsuma) 1947. Milano, Bompiani 1965
- Il sole si spegne (斜陽 Shayō), 1947. Milano, Feltrinelli 1959, Atmosphere Libri 2023, Mondadori 2023.
- Lo squalificato (人間失格 Ningen shikkaku), 1948. Milano, Feltrinelli 1962; Feltrinelli 2017; Mondadori 2022
- Otogizōshi: le fiabe giapponesi di Dazai Osamu Roma, Atmosphere libri 2019
- La studentessa e altri racconti (女生徒 "Joseito"), Roma, Atmosphere libri 2019

## Lo stile
Dazai appartiene alla corrente della Burai-ha o scuola decadente, un gruppo di scrittori dissoluti che esprimevano la mancanza di scopi e la crisi di identità nel Giappone del secondo dopoguerra. La tecnica narrativa più usata è quella dello shishōsetsu, vale a dire il Romanzo dell'Io: un tipo di romanzo confessionale dove gli eventi nella storia raccontata corrispondono agli eventi della vita dell'autore.
Lo stile letterario di Dazai è sicuramente influenzato dalla letteratura europea, pur rimanendo molto legato alla letteratura giapponese classica. Questa convivenza di influenze fa sì che egli sia uno scrittore accessibile anche al lettore occidentale, anche se adopera alcuni insoliti mezzi letterari, più strettamente legati alla letteratura orientale. Talvolta infatti Dazai fornisce la battuta finale di un dialogo, che spesso si rivela essere quella cruciale, e poi torna indietro per raccontare la vicenda che conduce a quella battuta, in un efficacissimo uso della prolessi.
Un altro peculiare aspetto della prosa di Dazai è la maniera di descrivere fatti secondari per suggerire situazioni più vaste. In questo egli si rifà alla tecnica della poesia giapponese, in particolare alla miniatura del haiku, una composizione di diciassette sillabe dove ogni parola è una parte vitale del tutto, e dove si tenta di offrire al lettore la vastità della natura distillata in poche gocce di poesia.

## Influenza culturale
Ispirate alle opere di Dazai sono stati prodotti diversi adattamenti anime; tra questi il ciclo di quattro episodi della serie Aoi Bungaku, Bungo Stray Dogs, l'OAV Joseito, No Longer Allowed in Another World (che racconta le vicende di un suo alterego ritrovatosi in un altro mondo subito prima di riuscire a suicidarsi) e inoltre vi sono numerose citazioni provenienti dalle sue opere in Tsuki ga kirei.
Nel 2017 esce un adattamento manga di Lo Squalificato, in tre tankōbon, ideato e realizzato da Junji Itō per l'editore Shogakukan. In tale opera, liberamente ispirata al romanzo originale dell'autore  ed altri scritti dello stesso, il protagonista vive in prima persona molte delle vicissitudini private di Dazai: i tentativi di suicidio, la malattia, le dipendenze da alcol e morfina, così come il marxismo sono infatti cruciali nello sviluppo della trama. Dazai in persona, inoltre, figura tra i personaggi all'interno del terzo volume, presentandosi come Doppelgänger del dissoluto protagonista. In Italia è edito dalla Star Comics.
Un’altra versione è stata realizzata nel 2009 da Usamaru Furuya in tre volumi editi da Panini Comics.